# Köpenicker Strasse
Köpenicker Strasse, tysk stavning: Köpenicker Straße, på lokal slang även "Köpi", är en 2,2 kilometer lång genomfartsgata i stadsdelarna Mitte och Kreuzberg i Berlin.

## Läge och sträckning
Köpenicker Strasse är drygt två kilometer lång och löper parallellt med floden Spree genom kvarteren på dess södra sida, något eller några kvarter söder om floden. Den nordvästra änden av gatan ligger i området Luisenstadt i stadsdelen Mitte, vid korsningen med Neue Jakobstrasse vid Schulze-Delitzsch-Platz, där Köpenicker Strasse övergår i Inselstrasse. På vägen åt sydost korsas gatan av Heinrich-Heine-Strasse/Brückenstrasse efter omkring 180 meter. Här finns också en nedgång till tunnelbanestationen Heinrich-Heine-Strasse i byggnaden Köpenenicker Strasse 79, som är kulturminnesmärkt. 
Ytterligare 800 meter åt sydost korsas gatan av Bethaniendamm med den historiska sträckningen för Luisenstadtkanalen. Här går den administrativa gränsen mellan stadsdelarna Mitte och Kreuzberg, och därför drogs även sektorgränserna och Berlinmuren här under Berlins delning. 
Från stadsdelsgränsen löper gatan vidare genom norra Kreuzberg fram till tunnelbanestationen Schlesisches Tor, där Köpenicker Strasse korsar Skalitzer Strasse/Oberbaumstrasse. Vid Schlesisches Tor övergår Köpenicker Strasse i Schlesische Strasse.

## Historia

### Före 1800
Den väg som idag är Köpenicker Strasse anlades ursprungligen 1589, på befäl av kurfurst Johan Georg av Brandenburg, för att bygga ut en redan befintlig härväg mellan Berlins historiska centrum och den då självständiga staden Köpenick. Kurfursten använde ofta vägen för att ta sig till sitt jaktslott, Köpenicks slott. Olika delar av vägen har genom historien burit olika namn, och tidiga namn på delar av sträckan är bland annat Der lange Damm, Weidendamm, Die neue Trift och Der neue Damm. Det som idag är Köpenicker Strasse är den första delen av den gamla härvägen som ledde ut ur Berlin åt sydost. Det nuvarande namnet var etablerat i början av 1700-talet och skrevs tidigare bland annat som Cöpenicksche Straße (1723), Köpnicker Straße (1789), sedermera även Cöpenicker Straße.
Omkring sekelskiftet 1700 slog sig invandrade franska religionsflyktingar, hugenotter, ned i kvarteren kring gatan, i samband med att staden växte ut över de gamla fästningsvallarna. 

### Från 1800 till 1945
I samband med industrialiseringen och utbyggnaden av innerstadens vägnät med följande nybyggnation kom många handelsföretag och fabriker att slå sig ner längs Köpenicker Strasse, däribland till exempel pappers- och kuverttillverkaren Bretschneider & Graeser som upptog fyra innergårdar på nummer 36–38, samt Stock Motorrad AG (nummer 48/49). De flesta bevarade byggnaderna som uppfördes under 1800-talet är idag kulturminnesmärkta, bland dessa Norddeutsche Eiswerke och dess kylhus på nummer 40/41, hamnmagasinen Viktoriaspeicher I och II på nummer 16/17 och 22, innergårdar med mindre hantverksföretag, textilfabriken Velvet, Singers symaskinsfabrik, en bank och flera andra företag. Under Gründerzeit på andra halvan av 1800-talet bebyggdes gatan även med slutna bostadskvarter. De av de kvarvarande bostadshusen som överlevt andra världskriget kom under åren efter kriget att successivt renoveras. Augustabad (nummer 60/61) uppfördes på 1870-talet och drevs fram till första världskriget, med medicinska bad, ryska och romersk-iriska bad. 
Flygpionjären Otto Lilienthal byggde under slutet av 1800-talet sina tidiga glidfarkoster i sin maskinfabrik på adressen Köpenicker Strasse 113, medan flygförsöken huvudsakligen bedrevs från Fliegeberg i Berlins södra utkanter och från Gollenberg i Brandenburg. På platsen för maskinfabriken finns idag ett minnesmärke.
På adressen Köpenicker Strasse 68 drev Ernst von Wolzogen Buntes Theater mellan 1901 och 1902. Wolzogen hade låtit bygga om lokalerna för sin Kabarett Überbrettl efter ritningar av August Endell i jugendstil. På grund av finansiella problem tvingades dock Wolzogen åter lämna lokalen redan i början av 1902, men lokalen fortsatte drivas som teaterlokal. Efter en ny ombyggnad 1910 blev teatern under namnet Neues Volkstheater hem för Freie Volksbühnes teaterverksamhet i Berlin, innan teatern flyttade till det nybyggda Volksbühnehuset vid Bülowplatz, dagens Rosa-Luxemburg-Platz. 

### Från 1945 till 1990

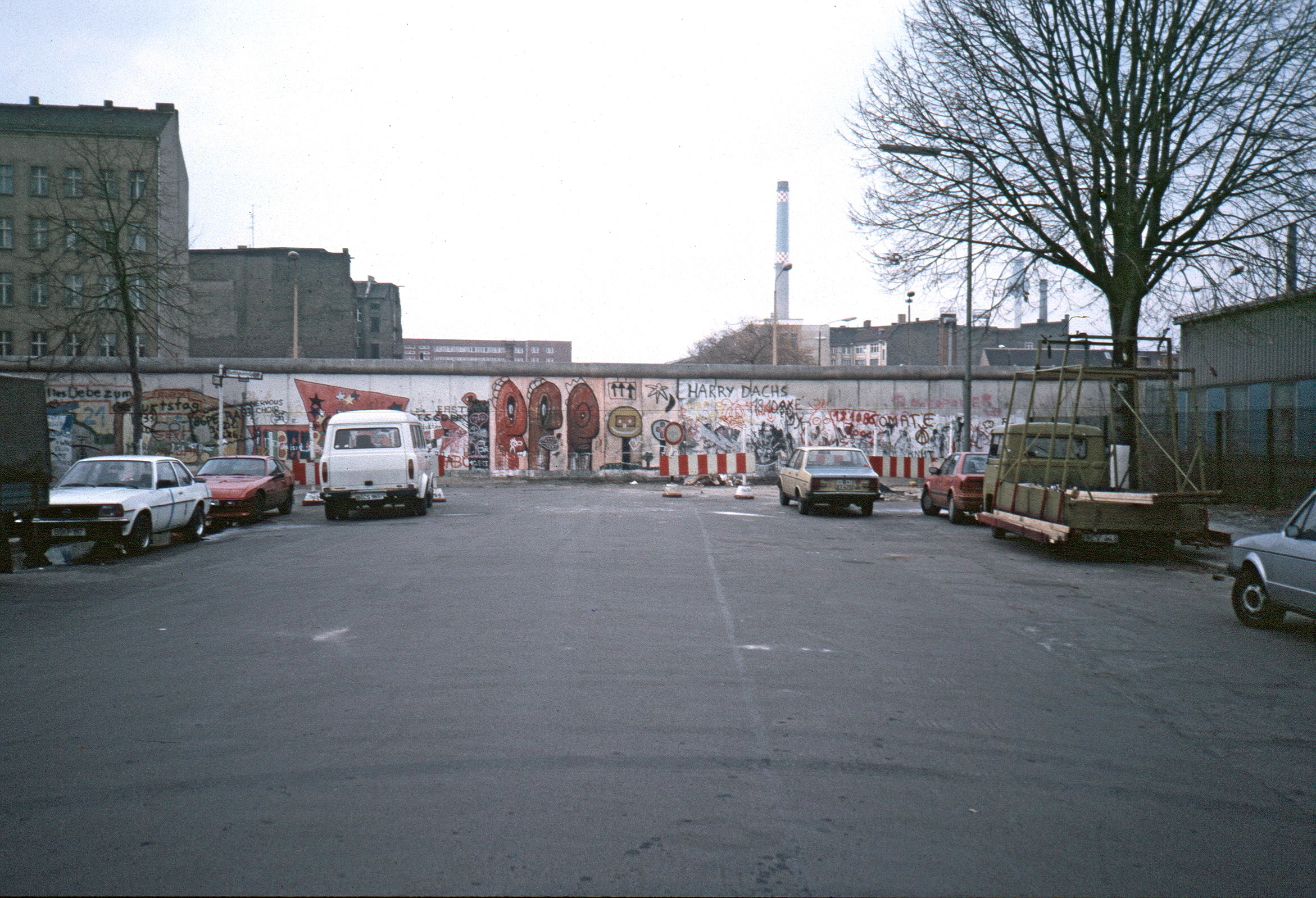
Berlinmuren delar Köpenicker Strasse i höjd med Bethaniendamm, fotografi från 1986.

Efter andra världskriget var stora delar av bebyggelsen av gatan i ruiner, framförallt vid dess nordvästra avsnitt i Mitte. I Kreuzberg kunde en större del av bebyggelsen bevaras efter kriget, men även här var skadorna omfattande. Den del av gatan som låg nordväst om Bethaniendamm tillhörde den sovjetiska ockupationssektorn och Östberlin efter kriget, medan den sydöstra delen tillhörde den amerikanska sektorn i Västberlin. 1961 uppfördes Berlinmuren som helt skar av gatan längs sektorgränsen, och först efter murens fall 1989 öppnades gatan åter som gränsövergång 12 april 1990, kort före Tysklands återförening. 

### Efter 1990
Efter Tysklands återförening kom Köpenicker Strasse och kvarteren omkring gatan att bli ett populärt område för nattklubbar, barer och uppstartsföretag, som bland annat slog sig ned i de tomma fabrikslokalerna. Till exempel ligger KitKatClub tillsammans med Sage Club sedan 2007 vid gatans nordvästra ände. Wrangelkiez vid gatans sydöstra ände har under samma tid blivit en livaktig klubb- och barscen. Technoklubben Tresor öppnade 2007 i sina nya lokaler i det nedlagda kraftverket på Köpenicker Strasse 59–73, omkring två år efter att klubben tvingats stänga i den ursprungliga lokalen på Leipziger Strasse. Redan 1988 öppnade dock den första technoklubben, Ufo, vid Köpenicker Strasse i närheten av Schlesisches Tor. Kulturcentret och bostadsprojektet Köpi som uppkallats efter gatan ligger sedan 1990 vid Köpenicker Strasse 137.
Mellan sydöstra delen av Köpenicker Strasse och floden ligger ett gammalt industri- och hantverksområde. Bland företag i området finns bland annat flyttfirman Zapf Umzüge och Berlins kommunala hamnbolag, BEHALA.

## Historiska byggnader vid gatan
Längs gatan finns flera byggnadsminneslistade byggnader:
- Nummer 7–10 och 183/184: Hyreskaserner, fabrik och innergård med hantverkslokaler
- Nummer 16/17: Garde du Corps-bageriet, under Nazityskland lokaler för Heeresproviantamt.
- Nummer 20: Textilfabrik uppförd 1884
- Nummer 22: Viktoriahamnmagasin I
- Nummer 40/41: Isfabriken Norddeutsche Eiswerke A. G.
- Nummer 79: Nedgång till tunnelbanestationen Heinrich-Heine-Strasse.
- Nummer 93/94: Bostadshus

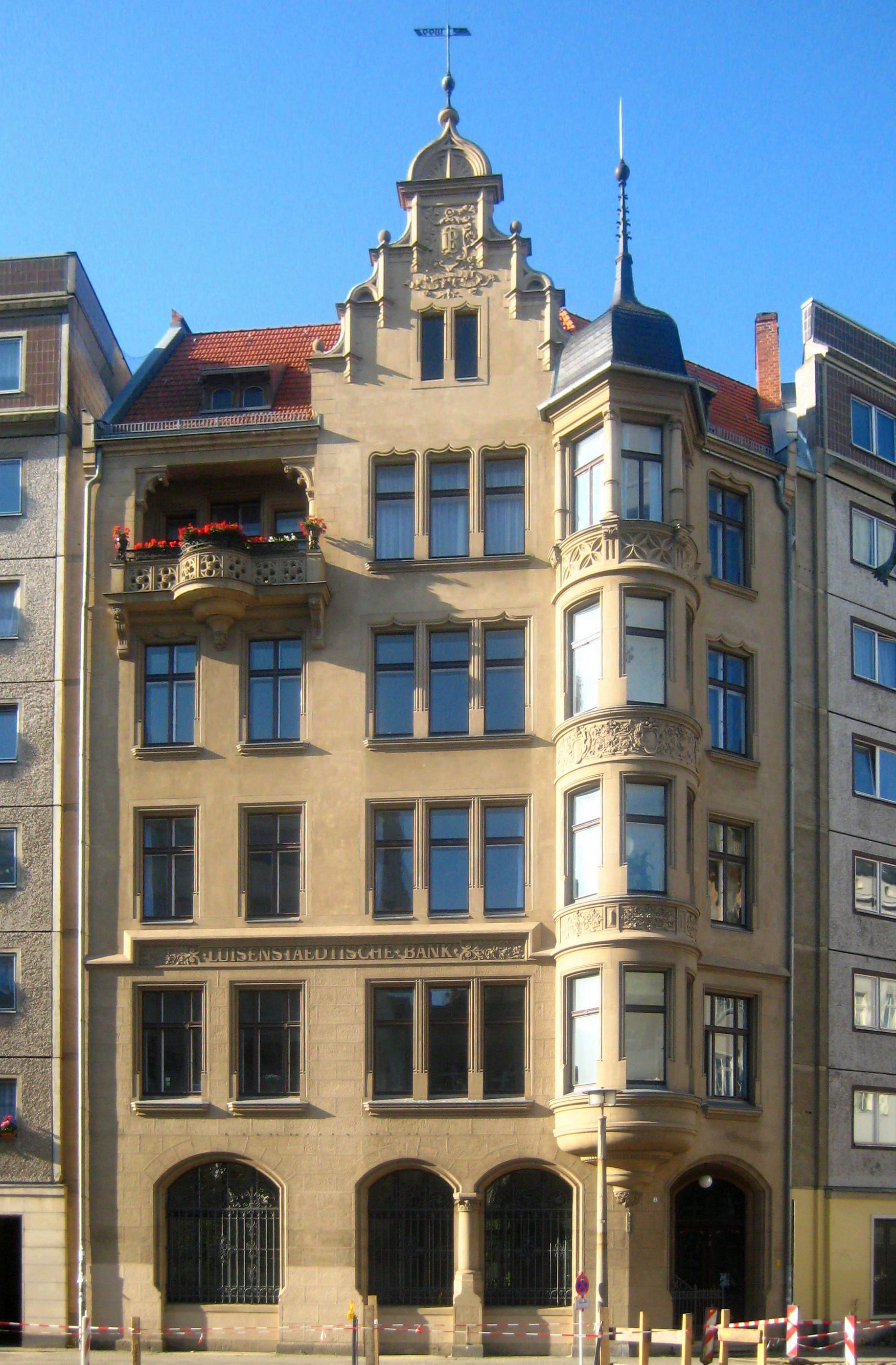
F.d. Luisenstädter Bank på Köpenicker Strasse 95.

- Nummer 95: f.d. Luisenstädter Bank, uppförd 1899
- Nummer 122: delar av postkontor 16 samt magasins- och verkstadsbyggnader, uppförda 1895.

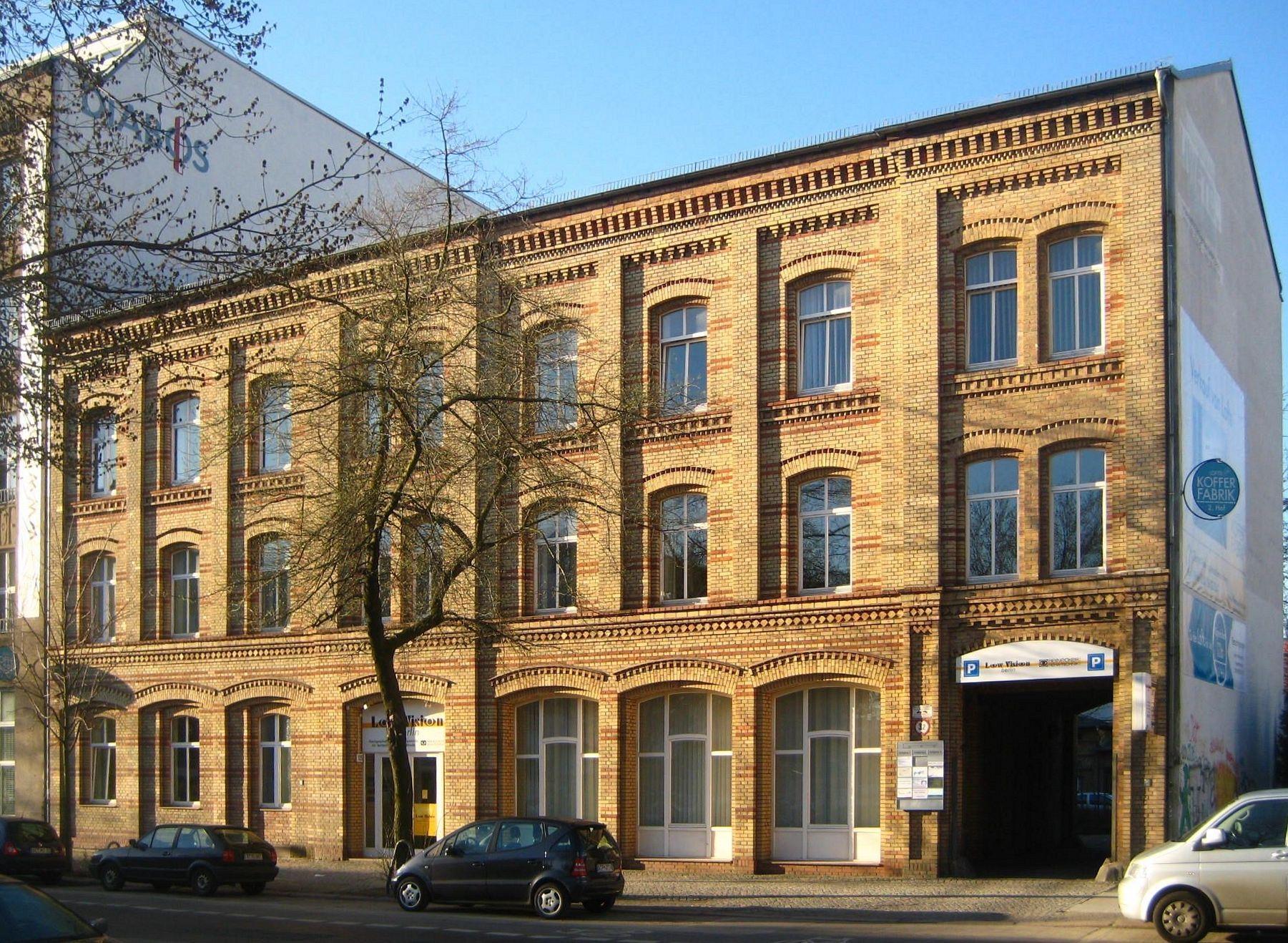
F.d. brandstationen på Köpenicker Strasse 125.

- Nummer 125: Luisenstadts f.d. brandstation, uppförd 1866. Idag lokaler för Sozialwissenschaftliches Forschungszentrum och mindre företag.
- Nummer 126: Viktoriahöfe (uppförda 1910)

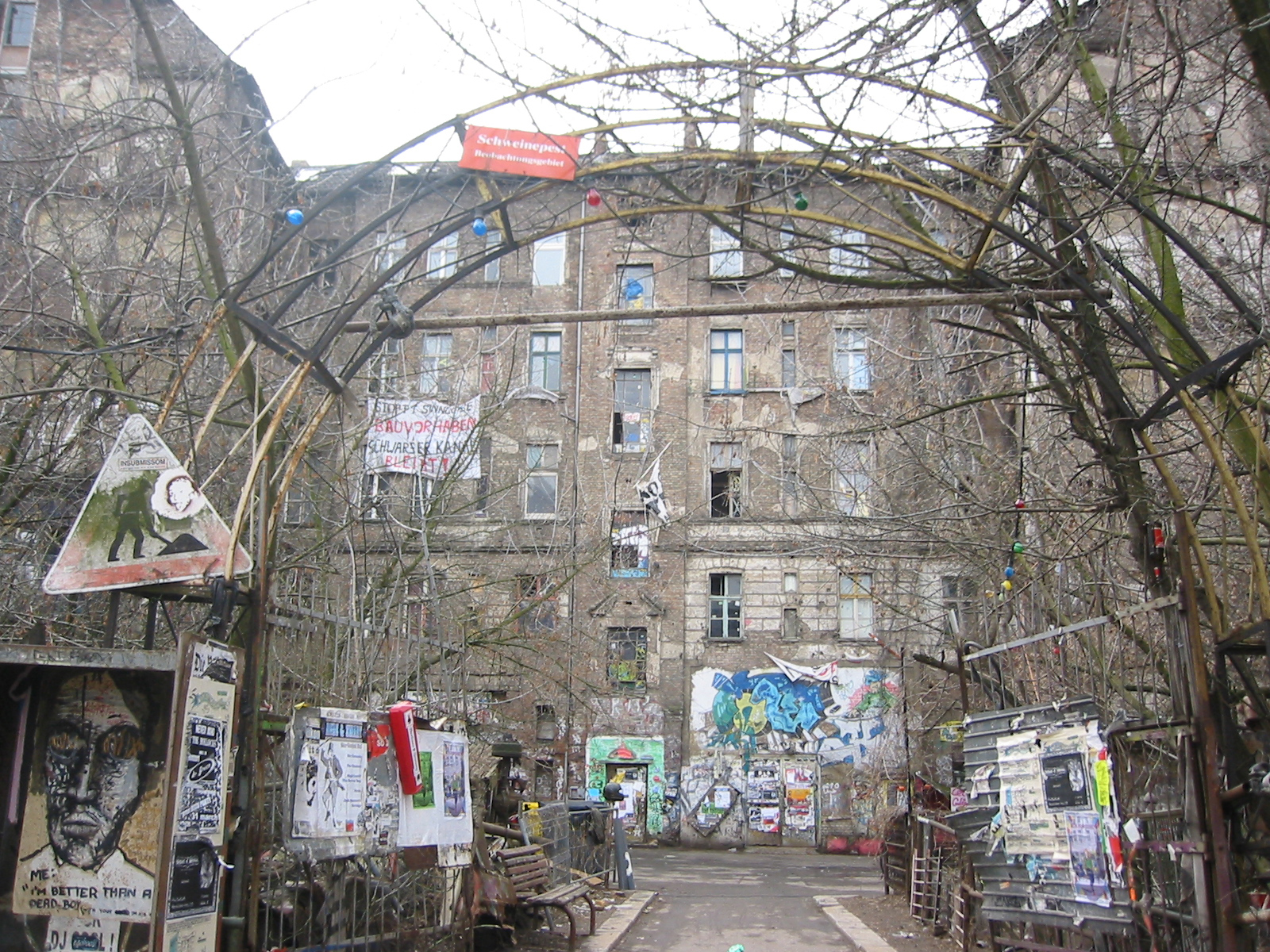
Köpi på Köpenicker Strasse 137.

- Nummer 146/147: Industriinnergård (1882)
- Nummer 152/153: Bostadshus
- Nummer 174: Trapphus
- Nummer 190–193: Seniorboende
- Nummer 194: Bostadshus